# ب‌ام‌و سری ۳ (ای۳۶)

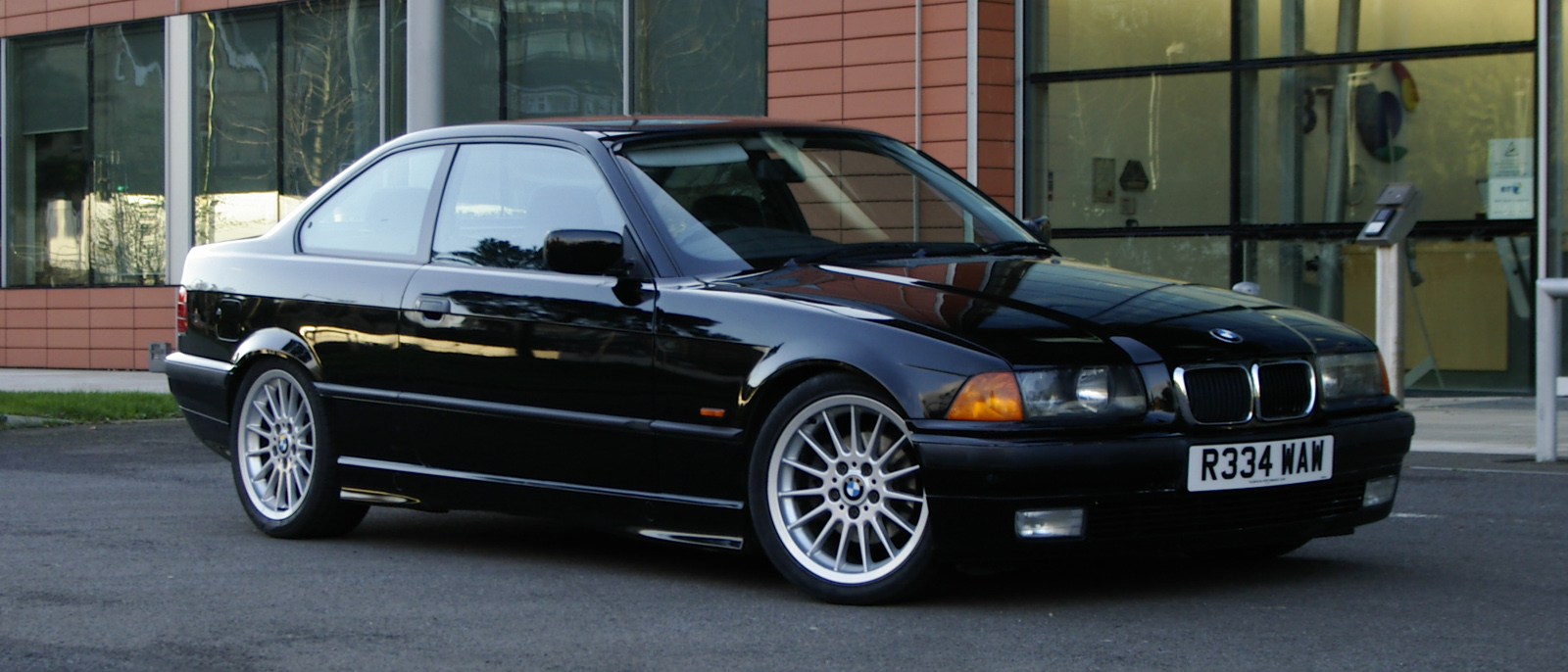

ب‌ام‌و سری ۳ (ای۳۶) (BMW ۳ Series (E۳۶)) یک سری خودرو است که در اواخر سال ۱۹۹۰ تا ۲۰۰۰در قاهره، مصر و مونیخ و آلمان تولید شده‌است.
این ب ام و نسل سوم سری 3 میباشد که بعد از e30 و قبل از e46 تولید شد..در ایران بیشتر مدل های 316 و 318 با موتور m40b16 و m40b18 دیده میشود
طراحی آن خودروهای موتور جلو-محور عقب بوده است. سیستم جعبه‌دندهٔ آن ۵ دنده به دو صورت خودکار و دستی است.

## نگارخانه

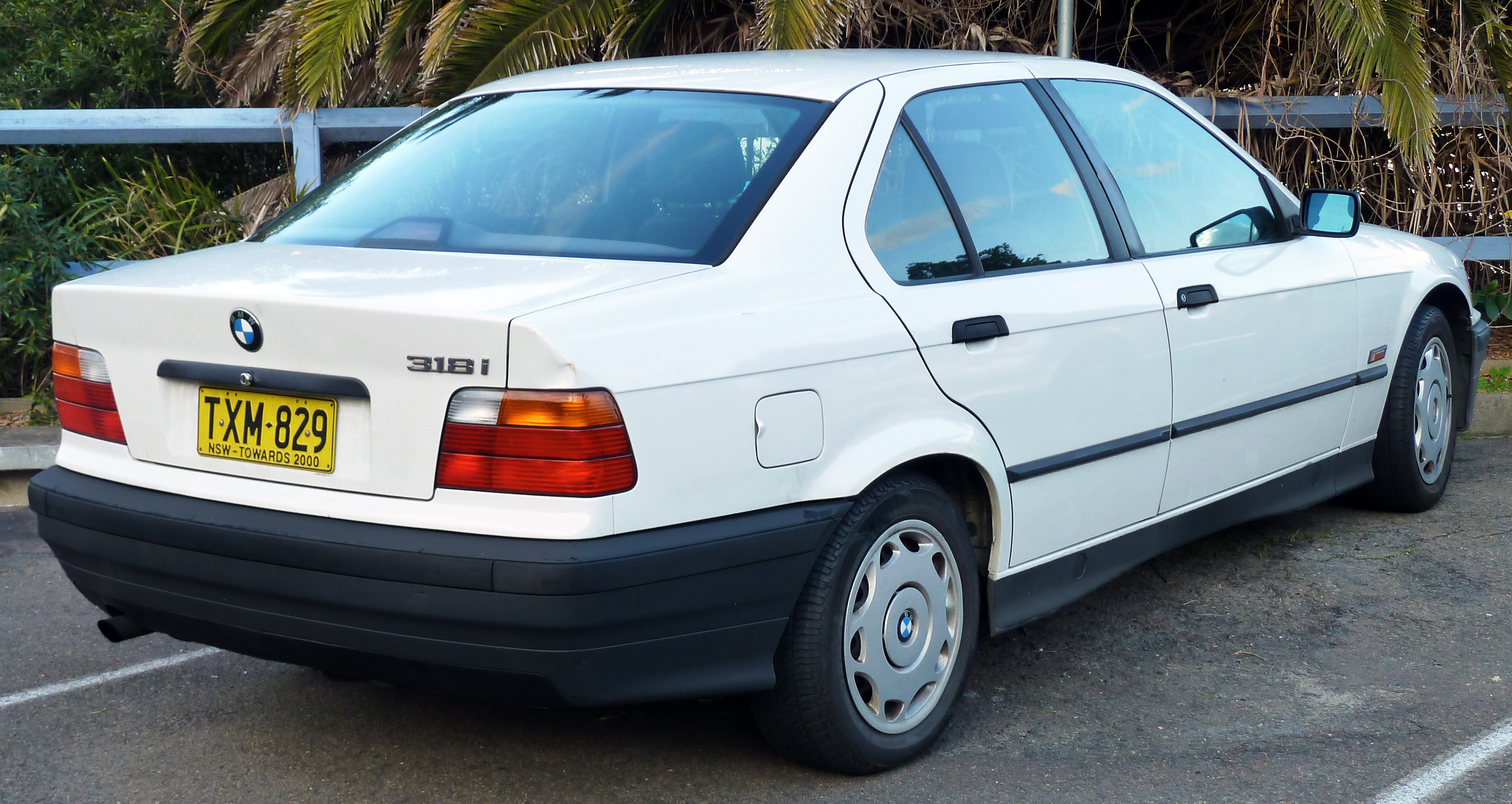
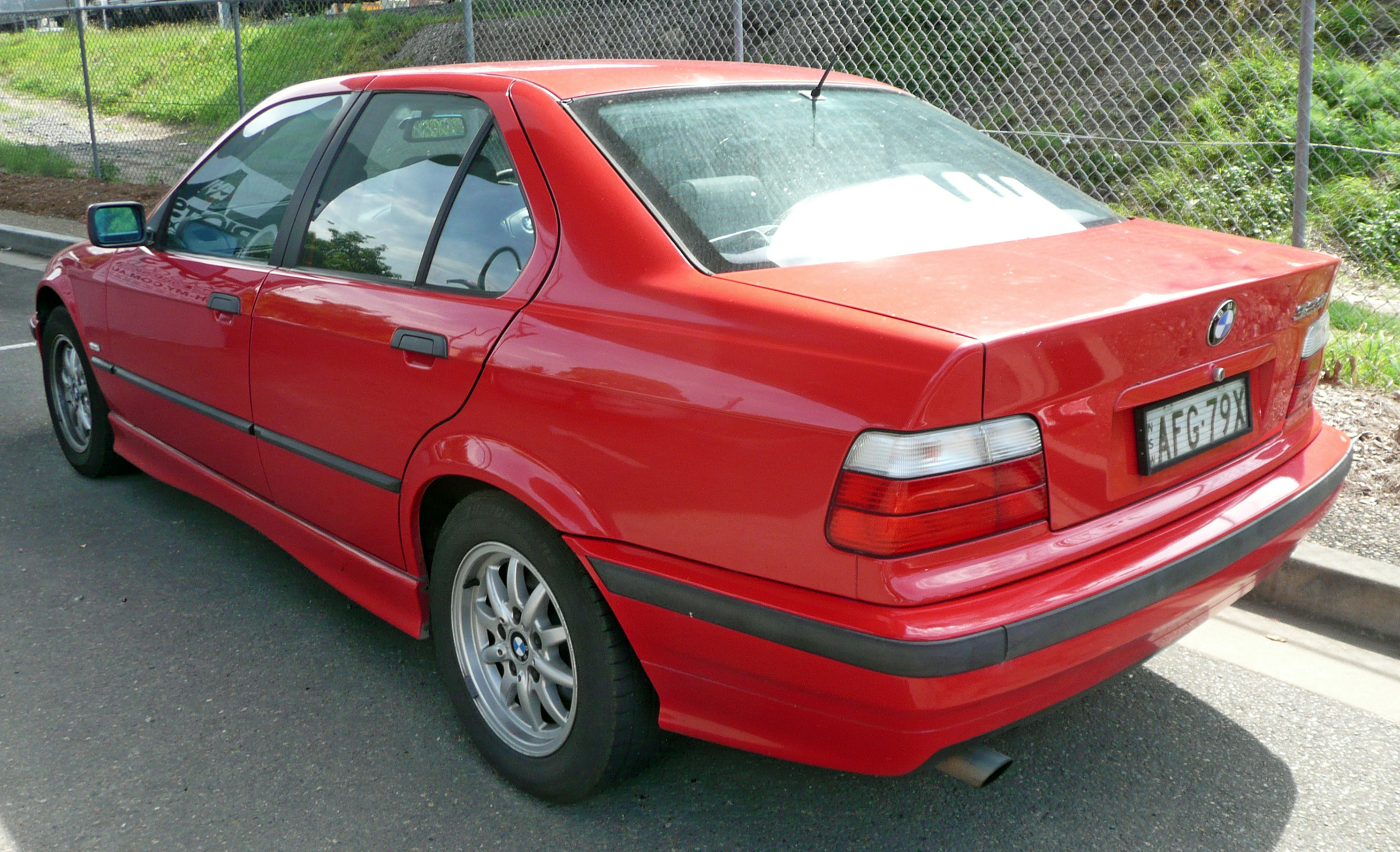
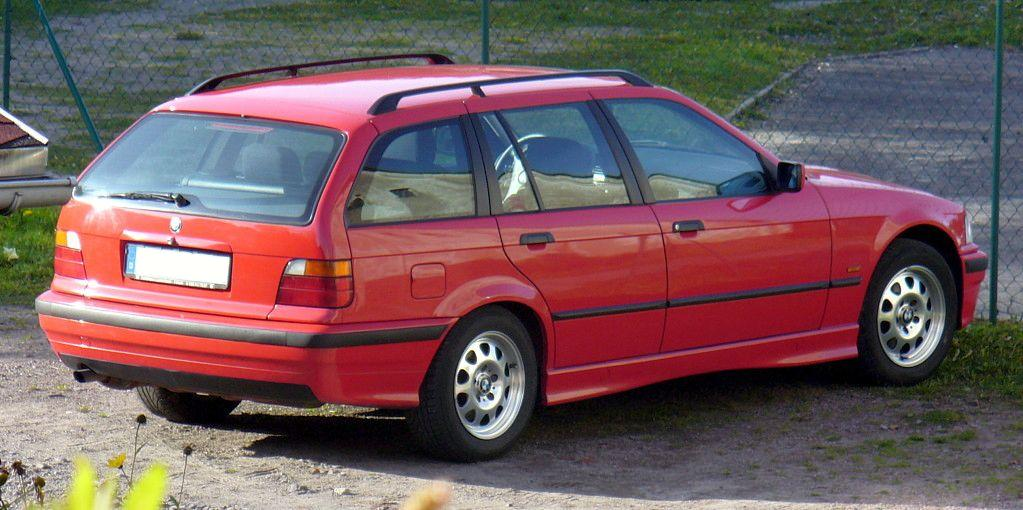
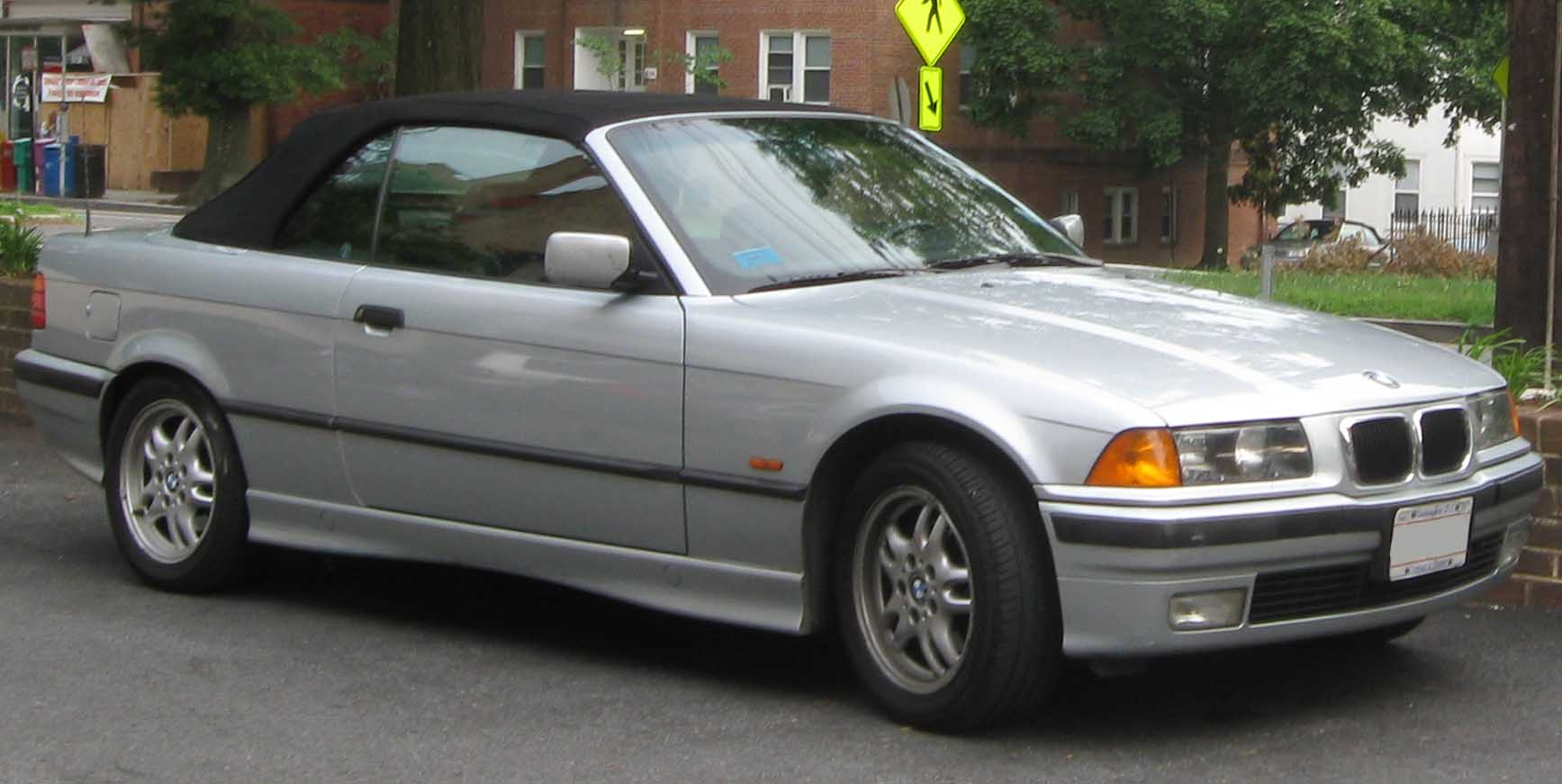
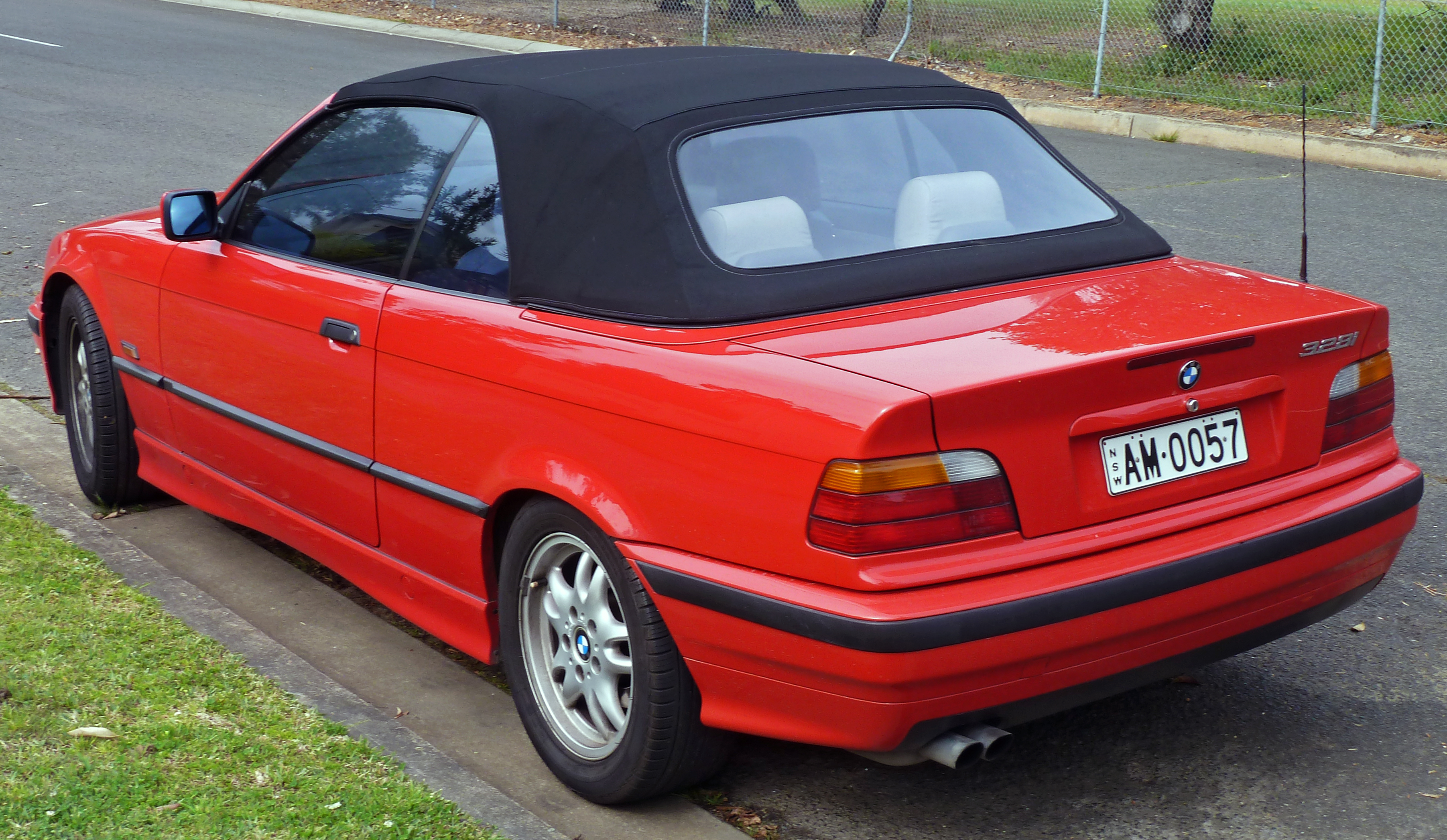
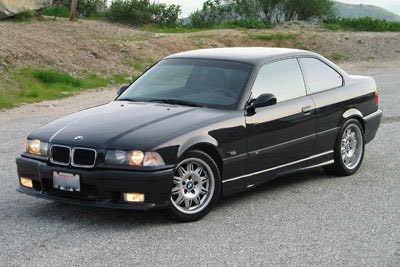
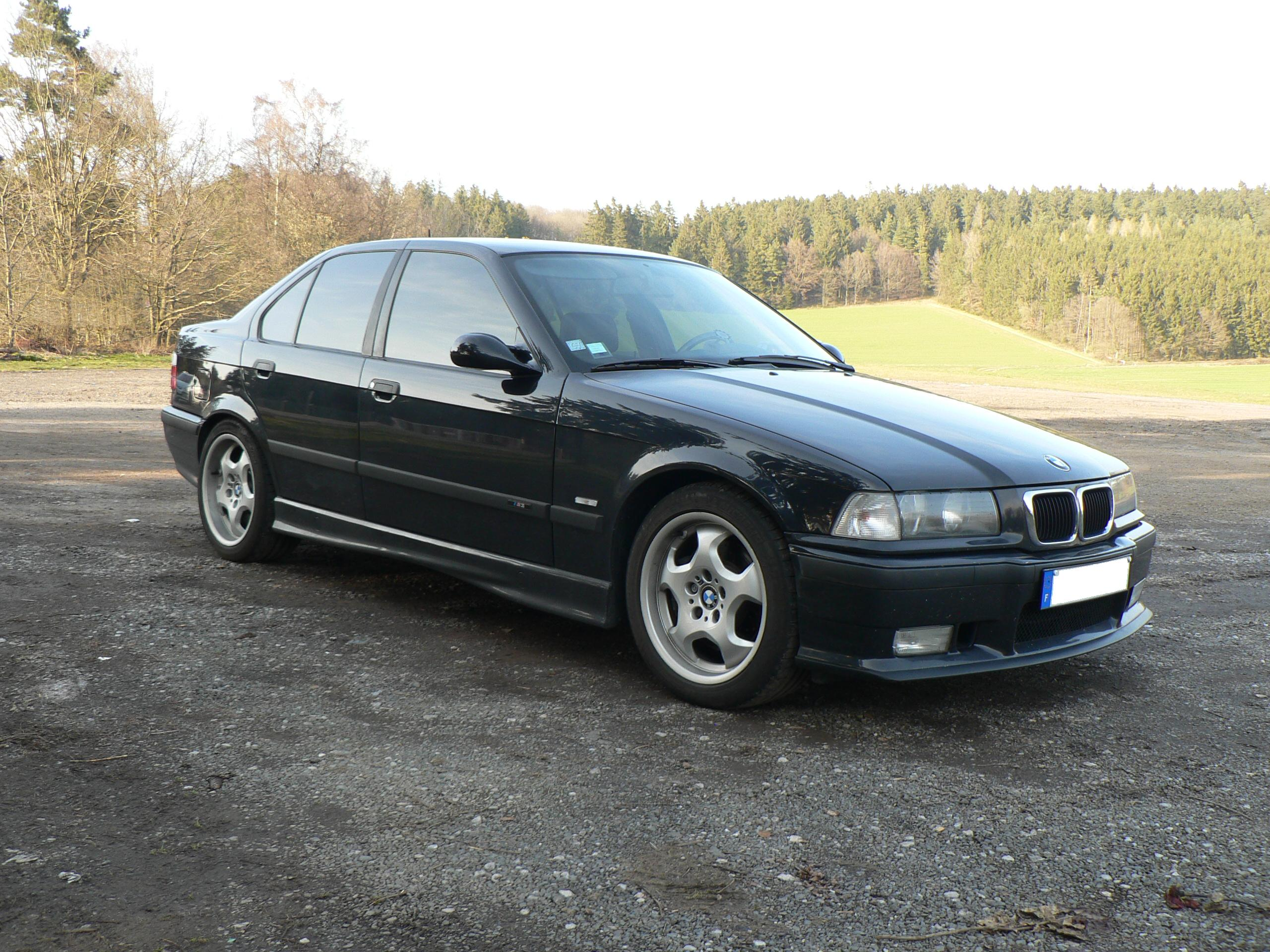
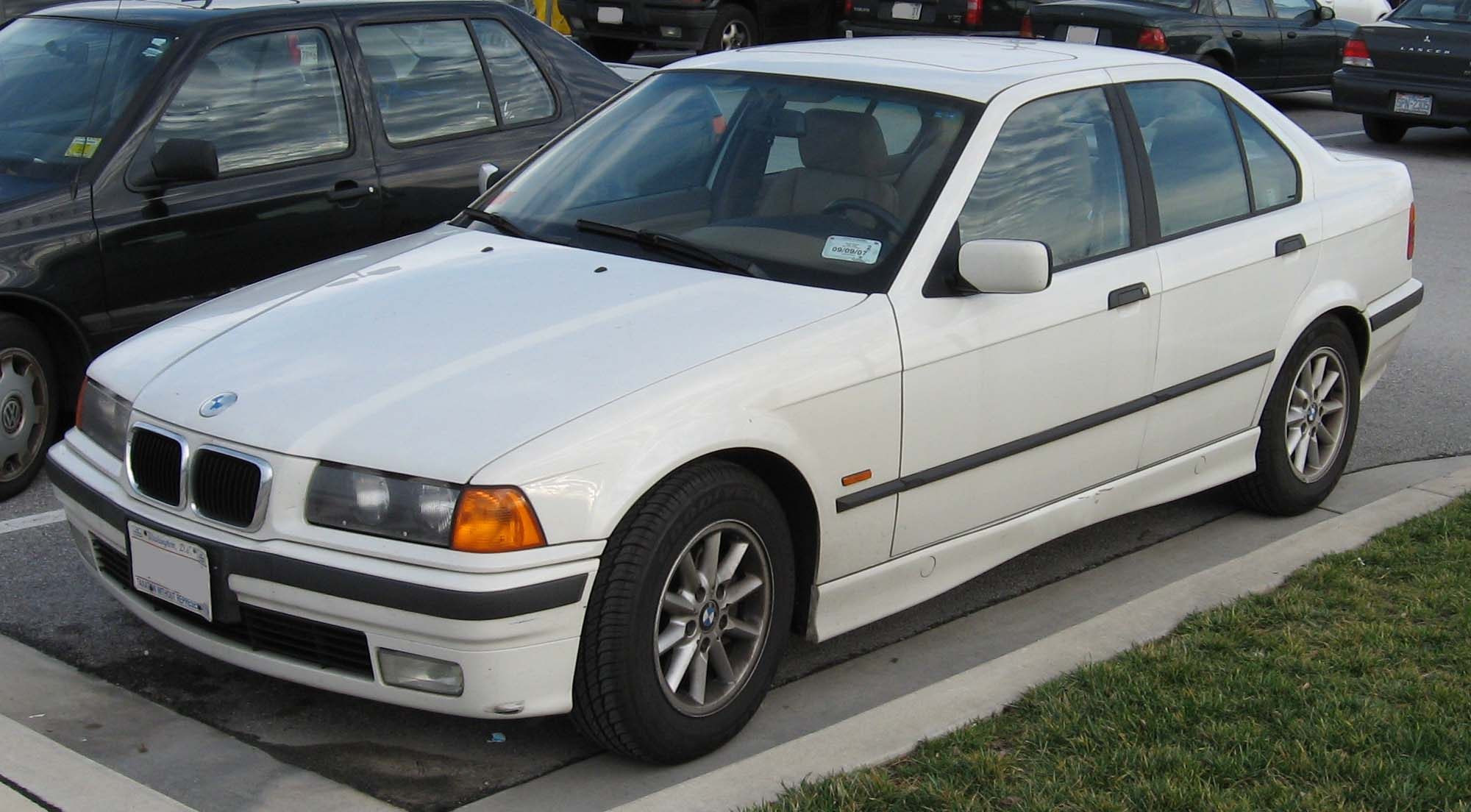
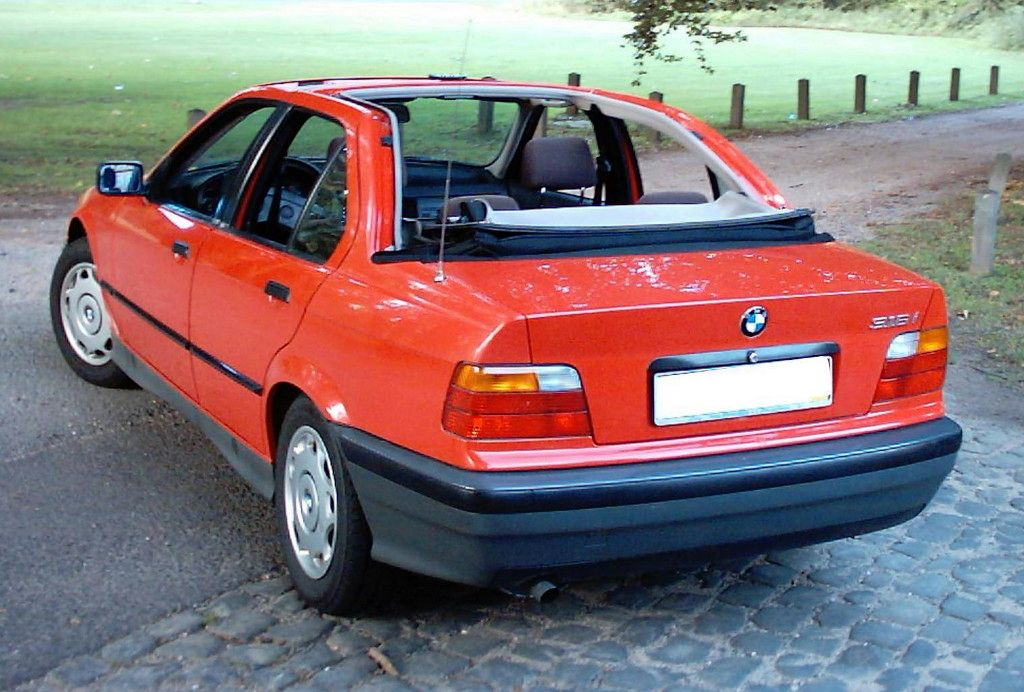
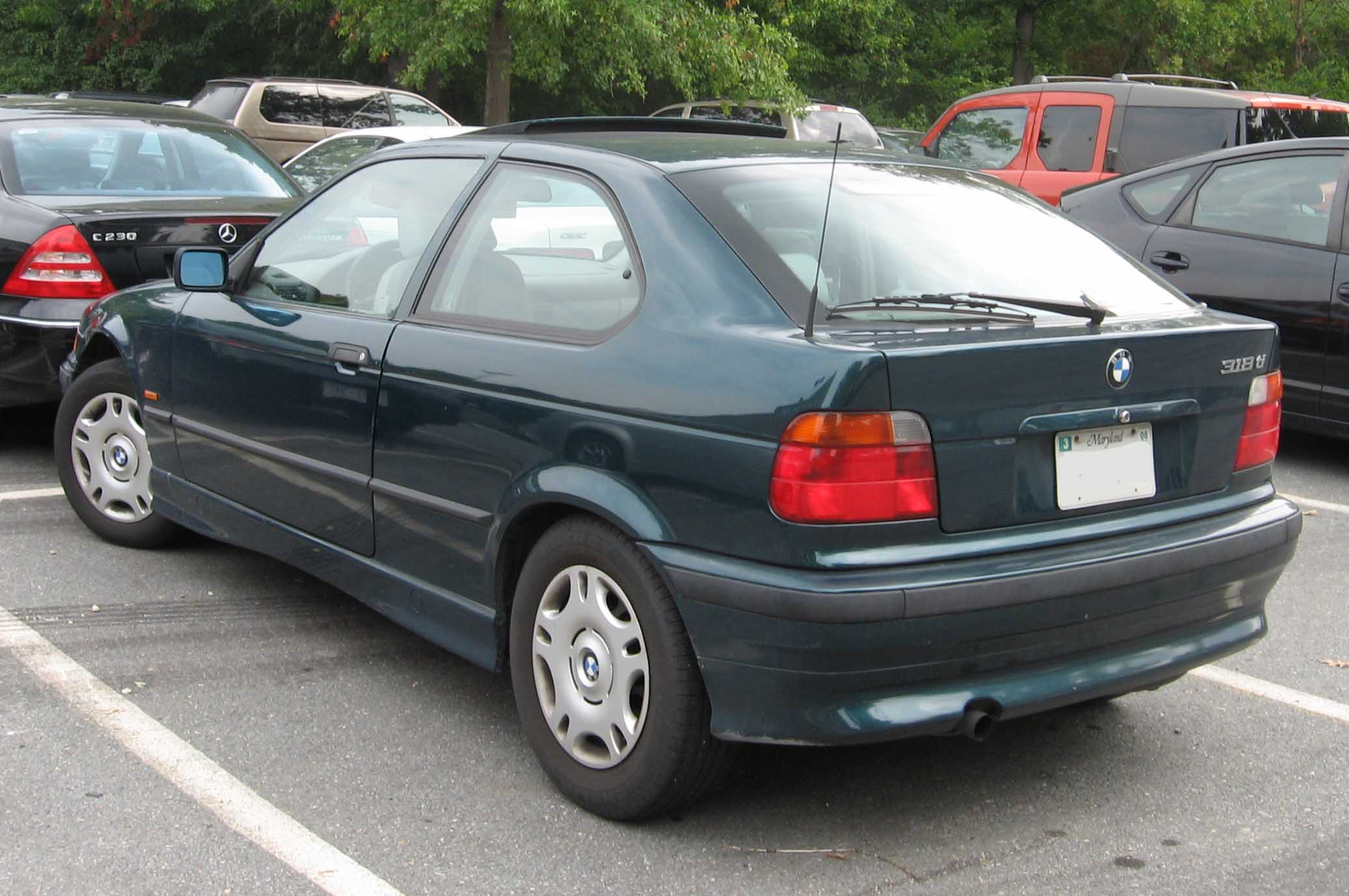
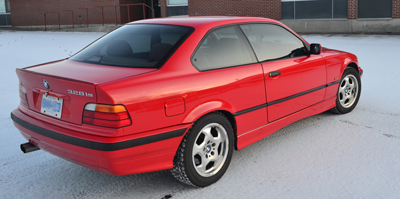